# Cernay (Vienne)
Cernay è un comune francese di 444 abitanti situato nel dipartimento della Vienne nella regione della Nuova Aquitania.

## Società

### Evoluzione demografica
Abitanti censiti